# Trifolium resupinatum
Trifolium resupinatum es una especie de la familia de las fabáceas.

## Descripción
El trébol persa  es una planta anual muy variable, generalmente glabra, postrada o extendida y muy baja o baja. Folíolos en forma de cuña. Flores en posición invertida, rosadas, rojas o moradas, de 4,5-8 mm de largo, agrupadas en cabezuelas pequeñas, bastante estrelladas y de pedúnculo corto; el cáliz se vuelve notablemente hinchado y escarioso al fructificar,  a veces algo peludo:

## Distribución y hábitat
En Europa y todo el Mediterráneo. Habita en lugares herbosos y húmedos, cunetas, orillas de arroyos y garrigas. Florece en primavera y verano.

## Taxonomía
Trifolium resupinatum fue descrita por  Carlos Linneo y publicado en Species Plantarum 2: 771. 1753.
Citología
Número de cromosomas de Trifolium resupinatum (Fam. Leguminosae) y táxones infraespecíficos: 2n=16
Etimología
Trifolium: nombre genérico derivado del latín que significa "con tres hojas".
resupinatum: epíteto que según Stearn dice "la espalda encorvada, se puso al revés, aplicado a los órganos vuelto del revés por una torcedura en su apoyo", y Harris & Harris dice que resupinate significa "boca abajo debido a la torsión del pedicelo" .
Sinonimia
- Amoria resupinata (L.) Roskov
- Galearia resupinata (L.) C.Presl
- Trifolium resupinatum subsp. suaveolens (Willd.) Ponert	[5]
- Trifolium bicorne Forssk.
- Trifolium formosum Curtis ex Ser. in DC.[6]

## Nombre común
- Castellano:  trébol, trébol de juncal, trébol de los prados de Salamanca, trébol de prados, trébol persa.[6]